# Der Staat ist für den Menschen da
Der Staat ist für den Menschen da – Der Verfassungskonvent von Herrenchiemsee ist ein deutscher dokumentarisches Fernsehspiel von Bernd Fischerauer aus dem Jahre 2009. Er entstand anlässlich des 60. Geburtstags des Grundgesetzes im Auftrag von BR-alpha, dem Fernseh-Bildungskanal des Bayerischen Rundfunks, im Rahmen der zehnteiligen zeitgeschichtlichen Reihe Vom Reich zur Republik.

## Handlung
Basierend auf Tagebuchaufzeichnungen und Originalprotokollen zeichnet der Film frei den Ablauf des Verfassungskonvents auf Herrenchiemsee vom 10. bis 23. August 1948 nach, deren Teilnehmer einen Verfassungsentwurf ausarbeiteten, der dem Parlamentarischen Rat als Unterlage dienen sollte.

## Erstausstrahlung
Die Erstausstrahlung von Der Staat ist für den Menschen da (= Vom Reich zur Republik. Folge 10) fand am 23. Mai 2009 im Bayerischen Fernsehen statt.